# Per amarti/Se finisse qui
Per amarti/Se finisse qui è un singolo di Mia Martini, pubblicato il 27 ottobre 1977 per l'etichetta discografica Come Il Vento ed estratto dall'omonimo album Per amarti.

## Descrizione
Si tratta dell'ultimo 45 giri pubblicato da Mia Martini per la casa discografica Come Il Vento, che lascerà solamente un anno dopo, a causa di ulteriori contrasti con i suoi produttori.

## Storia

### Per amarti
Dopo i buoni risultati ottenuti con Libera, nell'autunno del '77 Mia Martini ritorna alla canzone d'autore, pubblicando il 45 giri Per amarti, brano scritto da Bruno Lauzi e composto da Maurizio Fabrizio, gli stessi che nel 1972 avevano composto la celeberrima Almeno tu nell'universo, lasciandola in un cassetto per poi riproporla dopo molti anni a Mia Martini, che la presentò trionfalmente al Festival di Sanremo 1989.
Bruno Lauzi ricorderà in seguito l'esperienza: 
Inizialmente destinata a Ornella Vanoni, Per amarti offre la possibilità a Mia Martini di dedicarsi a un'interpretazione straziante e particolarmente sentita: la storia di un amore ormai finito, che la protagonista cerca in ogni modo di rinnovare, nonostante la presenza di un'altra donna.

### Se finisse qui
Se finisse qui è la cover di Give a Little Bit, successo dei Supertramp sempre pubblicato nel 1977. L'adattamento italiano viene curato da Ivano Fossati, il quale inaugura un sodalizio artistico e sentimentale con la cantante calabrese, culminato l'anno successivo con l'album Danza.

## Successo e classifiche
Per amarti diviene una delle interpretazioni più famose di Mia Martini.
Anche per questo disco, la CIV realizza un lancio a livello internazionale e il 45 giri viene esportato in varie nazioni, come la Spagna, il Giappone e la Francia. Proprio in Francia, Per amarti ottiene un'ottima promozione radio-televisiva, grazie anche alla tournée accanto a Charles Aznavour, culminata il 10 gennaio 1978 all'Olympia di Parigi. 
In Italia il disco registra una buona entrata in classifica, stazionando tra le prime 50 posizioni tra la fine del 1977 e l'inizio del 1978.

## Tracce
Lato A
1. Per amarti – 5:20 (testo: Bruno Lauzi – musica: Maurizio Fabrizio)

Lato B
1. Se finisse qui (Give a Little Bit) – 4:21 (testo: Ivano Fossati – musica: Rick Davies, Roger Hodgson)

## Cover
- 1982 - Versione incisa da Riccardo Fogli e inserita nell'album Compagnia (Paradiso, PRD 10413);
- 2016 - Versione incisa da Loredana Errore e inserita nel suo terzo album Luce infinita;
- 2019 - Versione incisa da Aida Cooper e inserita nell'album Kintsugi - Amica Mia, disco tributo a Mia Martini.